# Bắt cóc

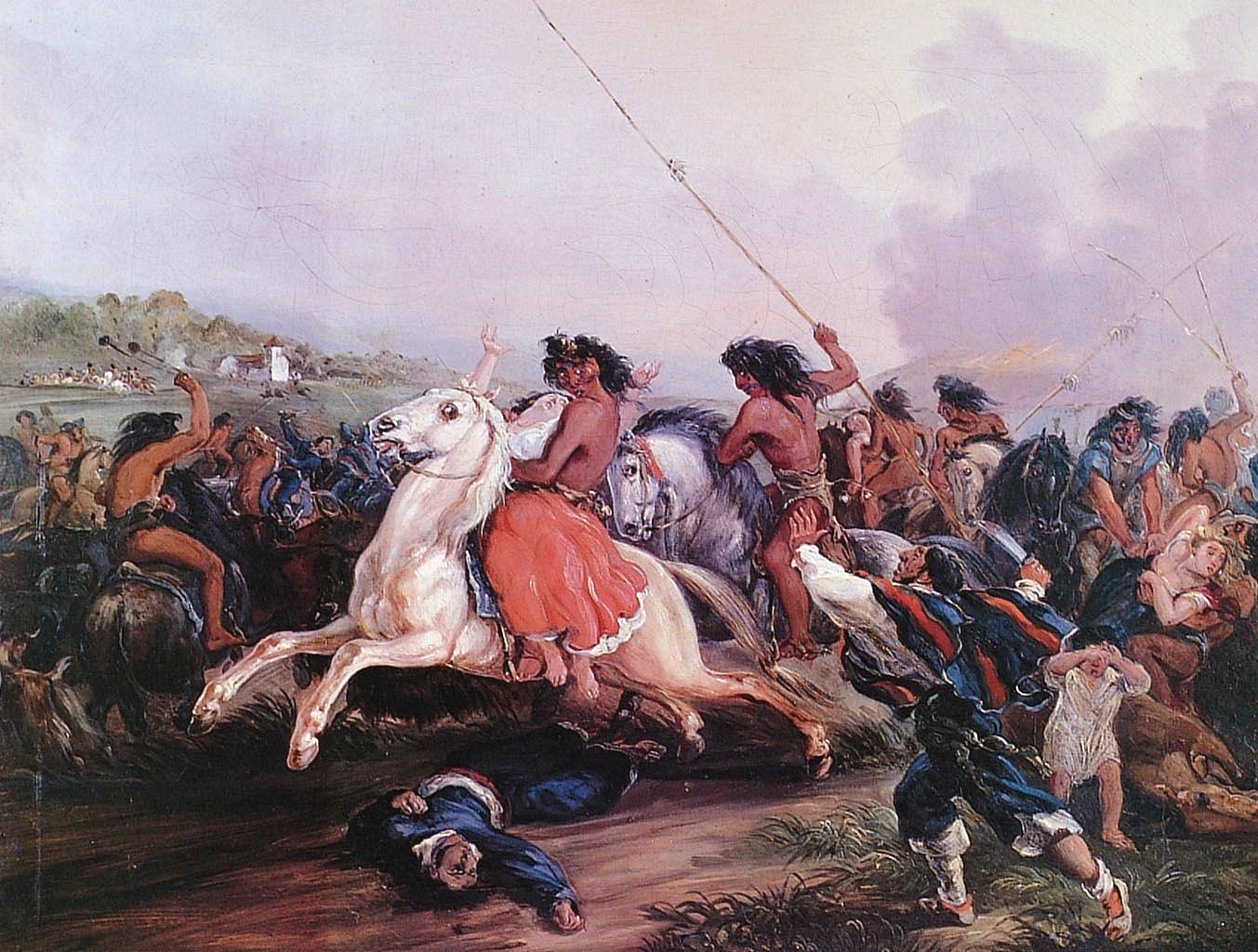
El Malón, tranh của Johann Moritz Rugendas (1802-1858), bức tranh lịch sử mô tả vụ bắt cóc một người phụ nữ

Trong luật hình sự, bắt cóc là việc vận chuyển trái phép và giam cầm một người trái với ý muốn của họ. Như vậy, nó là một tội phạm tổng hợp. Nó cũng có thể được định nghĩa là giam giữ sai pháp luật dựa trên các biện pháp bắt cóc, cả hai đều là những tội phạm riêng biệt mà khi được thực hiện đồng thời trên cùng một người, hợp nhất thành một tội bắt cóc. Các yếu tố vận chuyển/bắt cóc thường là nhưng không nhất thiết phải được thực hiện bằng phương tiện vũ lực hoặc đe dọa. Nghĩa là, hung thủ có thể sử dụng vũ khí để buộc nạn nhân vào xe, nhưng vẫn tính là bắt cóc nếu nạn nhân bị dụ dỗ vào xe một cách tự nguyện, ví dụ, với việc nạn nhân tin tưởng đó là một xe taxi.
Bắt cóc có thể được thực hiện để đòi tiền chuộc để đổi lấy việc thả nạn nhân, hoặc cho các mục đích bất hợp pháp khác. Bắt cóc có thể đi kèm với thương tích cơ thể làm tăng tội phạm thành bắt cóc nghiêm trọng hơn.
Bắt cóc với đối tượng trẻ em còn được gọi là bắt cóc trẻ em, và đôi khi đây là những phạm trù pháp lý riêng biệt.

## Động lực

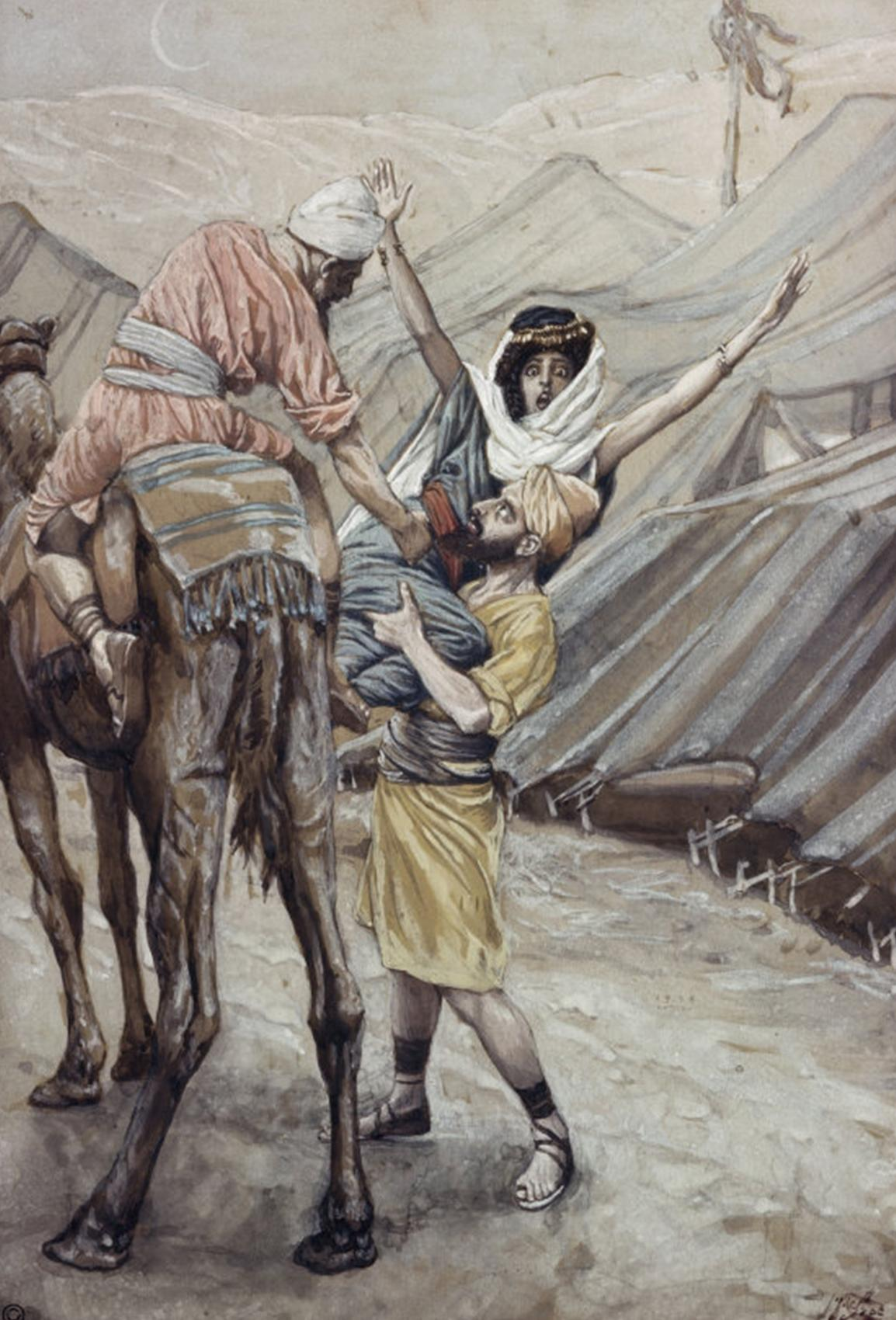
Vụ bắt cóc Dinah, (tranh màu nước vào khoảng năm 1896-1902 của James Tissot)

Bắt cóc trẻ em thường là do một phụ huynh thực hiện trái với mong muốn của cha mẹ hoặc người giám hộ. Bắt cóc người lớn thường để đòi tiền chuộc hoặc buộc ai đó rút tiền từ máy ATM, nhưng cũng có thể nhằm mục đích tấn công tình dục.
Trong quá khứ, và hiện tại ở một số nơi trên thế giới (như miền nam Sudan), bắt cóc là một phương tiện phổ biến được sử dụng để có được nô lệ và tiền thông qua tiền chuộc. Trong thời gian gần đây, những vụ bắt cóc dưới hình thức ép người phải lên tàu làm thủy thủ hay ép người phải gia nhập quân đội được sử dụng để cung cấp thủy thủ cho các tàu buôn trong thế kỷ 19, việc này được pháp luật coi là lao động cưỡng bức.
Các băng đảng tội phạm được ước tính kiếm tới 500 triệu đô la mỗi năm từ các khoản thanh toán tiền chuộc từ các vụ bắt cóc.
Bắt cóc đã được xác định là một nguồn mà các tổ chức khủng bố dùng để lấy tài trợ. Các bài báo của  Perri, Lichtenwald và MacKenzie xác định bắt cóc "con hổ" như một phương pháp cụ thể được sử dụng bởi một trong hai tổ chức Quân đội Cộng hòa Ireland hoặc Quân đội Cộng hòa Ireland Continuity, trong đó một thành viên gia đình bị bắt cóc được sử dụng để buộc một người trong gia đình phải ăn cắp tiền từ nơi làm việc.